# Bulqizë (stad)
Bulqizë ([bulciz(ə)]; bepaalde vorm: Bulqiza) is een stad (bashki) in het oosten van Albanië. De stad telt 31.000 inwoners (2011) en ligt in de prefectuur Dibër. Qua inwoneraantal is ze net iets groter dan prefectuurshoofdstad Peshkopi.

## Geografie
Bulqizë ligt op 740 meter hoogte in een diep dal met dezelfde naam. Dit dal is breed en vlak. Het gebied is waterrijk. Er zijn vele moerassen en ondiepe meertjes. De bebouwing van de stad concentreert zich aan weerskanten van het dal, tegen de berghellingen op. Het geografische stadshart van Bulqizë is dus niet bebouwd: dit bestaat uit de drassige bodem van het dal. De stad wordt omringd door hoge bergen, waarvan de Maja e Dhoksit met een hoogte van 2.020 meter de hoogste is.
Enkele kilometers ten westen van de stad eindigt het dal en is er een bergpas op 837 meter hoogte. Door deze pas voert een doorgaande weg die Bulqizë met Burrel, Tirana en het noorden verbindt. Deze weg verkeert in slechte staat en is geregeld onbegaanbaar.

### Bestuurlijke indeling
Administratieve componenten (njësitë administrative përbërëse) na de gemeentelijke herinrichting van 2015 (inwoners tijdens de census 2011 tussen haakjes):
Bulqizë (8177) • Fushë-Bulqizë (3342) • Gjoricë (4214) • Martanesh (1836) • Ostren (3034) • Shupenzë (5503) • Trebisht (993) • Zerqan (4111).
De stad wordt verder ingedeeld in 65 plaatsen: Bllacë, Boçevë, Bulqizë, Çerenec i Poshtëm, Çerenec i Sipërm, Dragua, Dushaj, Fushë - Bulqizë, Gjinovec, Gjon, Gjoricë e Poshtme, Gjoricë e Sipërme, Gjuras, Godvi, Homesh, Klenjë, Koçaj, Kojavec, Kovashicë, Krajkë, Krastë, Lejçan, Lenë, Lladomericë, Lubalesh, Mazhicë, Mëlcu, Ndërfushas, Okshatinë, Okshtun i Madh, Okshtun i Vogël, Oreshnjë, Orzhanovë, Ostren i Madh, Ostren i Vogël, Pasinkë, Peladhi, Peshk, Radovesh, Shtushaj, Shupenzë, Smollik, Sofraçan, Sopot, Stavec, Strikçan, Tërbaç, Tërnovë e Madhe, Tërnovë e Vogël, Topojan, Trebisht- Balaj, Trebisht- Çelebi, TrebishtMucinë, Tuçep, Vajkal nr 2, Vajkal nr1, Val, Valikardhë, Vërnicë, Viçisht, Vlashaj, Zall-Sopot, Zall-Strikçan, Zerqan, Zogjaj.

## Bevolking
Volgens de volkstelling van 2011 telt de stad Bulqizë 31.210 inwoners. Dat is een forse daling vergeleken met 42.985 inwoners in het jaar 2001. De meeste inwoners zijn etnische Albanezen.
Van de 31.210 inwoners zijn er 8.125 tussen de 0 en 14 jaar oud, 20.485 inwoners zijn tussen de 15 en 64 jaar oud en 2.600 inwoners zijn 65 jaar of ouder.
In 2017 werden er 413 kinderen geboren, terwijl er 201 mensen stierven. De natuurlijke bevolkingsgroei is positief en bedraagt +212 mensen.

#### Religie
De meerderheid van de bevolking is islamitisch: vooral van soennitische strekking, maar er bestaat ook een grote bektashi minderheid, vooral in Zerqan, Fushë-Bulqizë en Martanesh.
| Plaats        | Bevolking (2011) | Islam (%)     | Katholiek (%) | Orthodox (%) | Bektashisme (%) |
| ------------- | ---------------- | ------------- | ------------- | ------------ | --------------- |
| Bulqizë       | 8.177            | 5.820 71,18%  | 14 0,17%      | 23 0,28%     | 1.124 13,75%    |
| Shupenzë      | 5.503            | 5.131 93,24%  | 15 0,27%      | 2 0,04%      | 78 1,42%        |
| Gjoricë       | 4.214            | 3.602 85,48%  | 1 0,02%       | -            | -               |
| Zerqan        | 4.111            | 1.895 46,10%  | 4 0,10%       | 1 0,02%      | 1.826 44,42%    |
| Fushë-Bulqizë | 3.342            | 124 9,81%     | -             | -            | 1.260 37,70%    |
| Ostren        | 3.034            | 2.946 97,10%  | 1 0,03%       | 7 0,23%      | -               |
| Martanesh     | 1.836            | 756 41,18%    | 7 0,38%       | 2 0,11%      | 925 50,38%      |
| Trebisht      | 993              | 979 98,59%    | -             | 8 0,81%      | -               |
| Bulqizë       | 31.210           | 21.153 67,78% | 42 0,13%      | 43 0,14%     | 5.213 16,70%    |

## Economie
Bulqizë was eeuwenlang niet meer dan een klein boerendorp, tot er in 1948 in de bergen chroom werd ontdekt. In 1950 werden de mijnen geopend, dankzij financiële steun van de Sovjet-Unie. De mijnstreek rond Bulqizë groeide uit tot de belangrijkste van Albanië. Het dorp veranderde al gauw in een arbeidersstad en in Bulqizë werd een fabriek gevestigd waar erts werd verwerkt.
Na de val van het communisme beleefde de mijnbouw een teruggang. In 2007 werd de mijn gesloten, omdat de veiligheid van de arbeiders niet langer kon worden gegarandeerd. In nog geen twee maanden tijd waren vier arbeiders in de mijn omgekomen. Het sluiten van de mijn heeft grote gevolgen gehad voor de lokale economie. De voorzieningen in het afgelegen stadje zijn beperkt. De bevolking leeft in slechte behuizing, in korte tijd opgebouwd toen het plaatsje begin jaren vijftig zijn explosieve groei beleefde.

## Vervoer
Bulqizë is slecht met de rest van Albanië verbonden. Er is geen spoorlijn; de stad ligt wel aan de doorgaande weg door het district, die echter slechte staat verkeert. De omliggende dorpen zijn slechts met onverharde, dikwijls onbegaanbare wegen op het stadje aangesloten.
Belsh · Berat · Bulqizë · Cërrik · Delvinë · Devoll · Dibër · Dimal · Divjakë · Dropull · Durrës · Elbasan · Fier · Finiq · Fushë-Arrëz · Gjirokastër · Gramsh · Has · Himarë · Kamëz · Kavajë · Këlcyrë · Klos · Kolonjë · Konispol · Korçë · Krujë · Kuçovë  · Kukës · Kurbin · Lezhë · Libohovë · Librazhd · Lushnjë · Malësi e Madhe · Maliq · Mallakastër · Mat · Memaliaj · Mirditë · Patos · Peqin  · Përmet · Pogradec · Poliçan · Prrenjas · Pukë · Pustec · Roskovec · Rrogozhinë · Sarandë · Selenicë · Shijak · Shkodër · Skrapar · Tepelenë · Tirana · Tropojë · Vau i Dejës · Vlorë · Vorë

Deelgemeenten · Gemeenten · Prefecturen